# More Than a Woman
«More Than a Woman» (с англ. — «Больше чем женщина») — песня группы Bee Gees, написанная Барри, Робином и Морисом Гиббами для саундтрека к фильму «Лихорадка субботнего вечера»; вошла в репертуар большинства концертных выступлений группы с 1977 года вплоть до смерти Мориса Гибба в 2003 году, часто исполняется вместе с другой известной песней «Night Fever».
Первоначально песня была написана Гиббами для группы Tavares, но именно исполнение Bee Gees сделало её известной. Песню также исполняла группа 911, и эта версия также стала хитом, заняв второе место в недельном чарте в Великобритании.

## Запись и выпуск
Bee Gees начали работу над композицией в феврале-марте 1977 года в Эрувиле во Франции. Запись песни была продолжена в Criteria Studios в Майами в апреле, а позже, в сентябре, песня была завершена в Cherokee Studios в Лос-Анджелесе.
Барри Гибб вспоминал о создании песен во Франции так: «„How Deep Is Your Life“, „Stayin' Alive“, „More Than A Woman“, „If I Can't Have You“ написаны во французском замке в отвратительную погоду, когда заняться больше было нечем…».
Саундтрек включает две версии — одну от Bee Gees и другую от Tavares. В фильме песня представлена также в двух версиях от разных исполнителей. В биографии Bee Gees сказано, что песня изначально была создана именно для группы Tavares, но хитом стала именно благодаря Bee Gees. Артисты Tavares также отмечают, что благодаря этой песне зародилась дружба между коллективами.
«More Than a Woman» в исполнении группы Bee Gees в Чили, Португалии, Италии и Австралии вышла в качестве сингла, но при этом не была выпущена в качестве отдельной композиции в США и Великобритании. Несмотря на это, она по-прежнему является одной из их самых известных песен группы. «More Than a Woman» вошла в альбом лучших песен группы, «The Very Best of the Bee Gees», выпущенный в 1990 и 1996 годах. Сокращенная концертная версия песни входит в альбом «One Night Only», который был выпущен на CD и DVD.
Британский диджей SG Lewis выпустил ремикс на песню в 2021 году.

## Участники записи
Данные об исполнителях опубликованы в альбоме «Saturday Night Fever: The Original Movie Sound Track»:
- Барри Гибб — вокал, гитара
- Робин Гибб — вокал
- Морис Гибб — вокал, бас-гитара
- Алан Кендалл — гитара
- Деннис Брайон — ударные
- Блю Уивер — клавишные
- Джо Лала — перкуссия

## Позиции в чартах
| Чарт (1978)                        | Наивысшая позиция |
| ---------------------------------- | ----------------- |
| Австралия (Kent Music Report)      | 31                |
| США (Billboard Adult Contemporary) | 39                |

| Чарт (2021)                                | Наивысшая позиция |
| ------------------------------------------ | ----------------- |
| США (Billboard Hot Dance/Electronic Songs) | 6                 |

| Чарт (2021)     | Позиция |
| --------------- | ------- |
| США (Billboard) | 47      |

## Сертификаты
| Регион                                                                      | Сертификация | Продажи |
| --------------------------------------------------------------------------- | ------------ | ------- |
| Великобритания (BPI)                                                        | Золотой      | 400 000 |
| Данные о продажах + прослушиваниях приведены только на основе сертификации. |              |         |

## В исполнении группы Tavares
«More Than a Woman» была выпущена группой Tavares в 1977 году, а также появилась в «Лихорадке субботнего вечера» и одноимённом альбоме. Песня также вошла в альбом 1978 года «Future Bound». Песня заняла 32-е место в Billboard Hot 100 и 7-е место в UK Singles Chart.

### Чарты

#### Недельные чарты
| Чарты(1977—1978)                 | Наивысшая позиция |
| -------------------------------- | ----------------- |
| Канада (RPM Top Singles)         | 29                |
| Нидерланды (Single Top 100)      | 34                |
| Великобритания (OCC UK Singles)  | 7                 |
| США Billboard Hot 100            | 32                |
| США Hot Soul Singles (Billboard) | 36                |

#### Годовые чарты
| Чарт (1978)  | Позиция |
| ------------ | ------- |
| Канада (RPM) | 199     |

## В исполнении группы 911
В 1998 году британская группы 911 записала песню «More Than a Woman» для своего третьего студийного альбома «There It Is» (выпущен в 1999 году). Эта версия, спродюсированная Филом Хардингом и Яном Керноу, была выпущена 12 октября 1998 года и заняла второе место в британском чарте, а также попала в чарты Франции и Новой Зеландии.
Версия группы 911 вошла в плейлист BBC Radio 1 «As Featured» 7 сентября 1998 года; к концу месяца песня вошла в лучшие песни радиостанции. 12 октября 1998 года Virgin Records выпустила песню в Великобритании. Шесть дней спустя песня попала в британский чарт, где заняла второе место.

### Чарты
| Чарты (1998—1999)                  | Наивысшая позиция |
| ---------------------------------- | ----------------- |
| Европа (Eurochart Hot 100)         | 18                |
| Франция (SNEP)                     | 94                |
| Новая Зеландия (Recorded Music NZ) | 8                 |
| Шотландия (OCC Scotland)           | 1                 |
| Великобритания (OCC UK Singles)    | 2                 |